# Ana (telenovela)
Ana é uma telenovela brasileira exibida pela RecordTV entre 7 de outubro de 1968 e 28 de fevereiro de 1969, às 19h30, em 125 capítulos, substituindo As Professorinhas e sendo substituída por Acorrentados. Escrita por Silvan Paezzo e dirigida por Fernando Torres, a novela foi exibida no Rio de Janeiro pela TV Rio.
Contou com Maria Estela, Rolando Boldrin, Beatriz Segall, Walter Avancini, Marcos Paulo, Sônia Oiticica, Renato Restier e Aracy Cardoso nos papeis principais.

## Enredo
Apesar de estar casada há apenas cinco anos, Ana (Maria Estela) vê sua vida ruir quando seu marido, César (Rolando Boldrin), fica encantado pela ardilosa Margot (Aracy Cardoso) e decide sair de casa para viver o romance com ela. Disposta a se vingar, Ana consegue um emprego de arrumadeira na casa dos pais de Margot, Antonieta (Sônia Oiticica) e Frederico (Renato Restier), sem que a moça imagine que aquela tímida serviçal é a mulher que ela arruinou o casamento, buscando encontrar uma forma de acabar com a vida da perua. Um medalhão misterioso, no entanto, guarda um grande segredo da família.

## Elenco
| Ator                | Personagem          |
| ------------------- | ------------------- |
| Maria Estela        | Ana Maria Palhares  |
| Rolando Boldrin     | César Palhares      |
| Aracy Cardoso       | Margot Von Stein    |
| Beatriz Segall      | Mercedes            |
| Walter Avancini     | Tiago               |
| Marcos Paulo        | Vladimir            |
| Sônia Oiticica      | Antonieta Von Stein |
| Renato Restier      | Frederico Von Stein |
| Jardel Mello        | Américo             |
| Íris Bruzzi         | Carmem              |
| Edy Cerri           | Patrícia            |
| Sérgio Mamberti     | Tenório             |
| Miriam Mehler       | Sônia               |
| Germano Filho       | Raimundo            |
| Antônio Pitanga     | Antônio             |
| Célia Rodrigues     | Cida                |
| Jovelthy Archângelo | Alex                |
| Haroldo Botta       | Marcelinho          |
| Yolanda Cardoso     | Maria               |
| Leonor Navarro      | Lorena              |
| Paulo Villaça       | Victor              |
| Cláudio Fabian      | Flaviano            |
| Luiz Augusto        | Dirceu              |
| Amélia Seyssel      | Cláudia             |
| Enzo Carnotti       | Rômulo              |
| Luiz D'Ávila        | Joel                |